# Île de Bagaud
Île de Bagaud (ilha de Bagaud) é uma ilha do grupo denominado Îles d'Hyères, no mar Mediterrâneo, pertencente ao departamento de Var, Provence-Alpes-Côte d'Azur, França. A sua área total é de 59 hectares, é desabitada e integra o Parque Nacional de Port-Cros. O acesso à ilha é proibido, pois a ilha é uma reserva integral.
A ilha fica a oeste de Port-Cros e a alguns quilómetros de Porquerolles. Faz parte da comuna de Hyères.

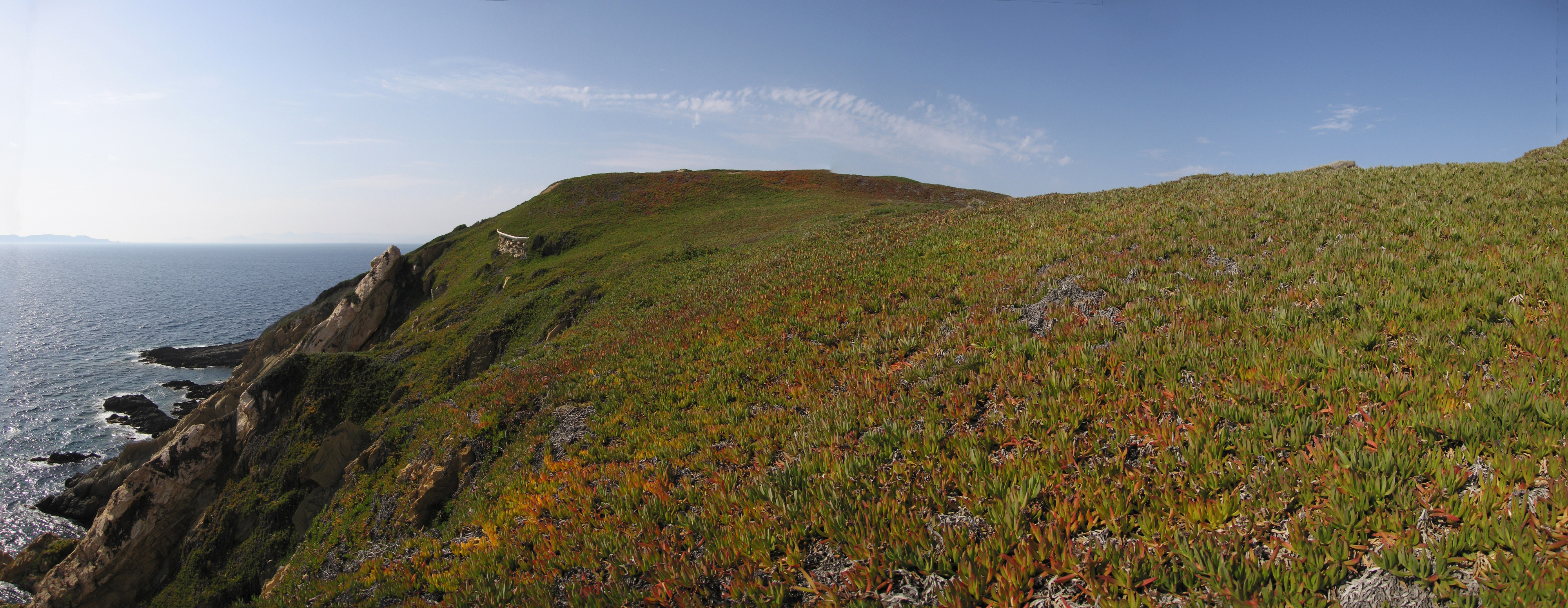
Zona invadida por chorão (Carpobrotus) na ilha de Bagaud